# Ralf Edström
Ralf Edström (ur. 7 października 1952 w Degerfors) – szwedzki piłkarz występujący na pozycji napastnika.

## Kariera klubowa
Edström zawodową karierę rozpoczynał w 1971 roku w klubie Åtvidabergs FF. W sezonie 1971 zdobył z nim Puchar Szwecji oraz wywalczył wicemistrzostwo Szwecji. W 1972 roku wygrał z zespołem mistrzostwo Szwecji. W tym samym roku został królem strzelców Allsvenskan, a także wybrano go Szwedzkim Piłkarzem Roku.
W 1973 roku trafił do holenderskiego PSV Eindhoven. W 1974 roku ponownie został wybrany Szwedzkim Piłkarzem Roku. W 1975 oraz 1976 zdobył z klubem mistrzostwo Holandii. W 1976 wygrał z PSV także rozgrywki Pucharu Holandii. W 1977 roku wywalczył z drużyną wicemistrzostwo Holandii.
Latem 1977 roku powrócił do Szwecji, gdzie został graczem klubu IFK Göteborg. W 1979 przeszedł do belgijskiego Standardu Liège. W 1980 roku wywalczył z nim wicemistrzostwo Belgii. W 1981 zdobył ze Standardem Puchar Belgii oraz Superpuchar Belgii.
W lipcu 1981 roku podpisał kontrakt z francuskim AS Monaco. W 1982 roku zdobył z klubem mistrzostwo Francji. W 1983 odszedł do szwedzkiego Örgryte IS. W 1985 został z nim mistrzem Szwecji. W tym samym roku zakończył karierę.

## Kariera reprezentacyjna
W reprezentacji Szwecji Edström zadebiutował 29 czerwca 1972 w wygranym 2:0 towarzyskim meczu z Danią. W 1974 roku został powołany do kadry na Mistrzostwa Świata. Zagrał na nich we wszystkich sześciu spotkaniach swojej drużyny – z Bułgarią (0:0), Holandią (0:0), Urugwajem (3:0), Polską (0:1), RFN (2:4) oraz Jugosławią (2:1). W pojedynku z Urugwajem strzelił dwa gole, a RFN i Jugosławią po jednym. Ostatecznie tamten mundial Szwedzi zakończyli na drugiej rundzie. W 1978 roku Edström po raz drugi wystąpił na Mistrzostwach Świata. Zagrał na nich w meczach z Brazylią (1:1), Austrią (0:1), a także z Hiszpanią (0:1). Z tamtego turnieju Szwedzi odpadli po fazie grupowej. W latach 1972–1980 w drużynie narodowej rozegrał w sumie 40 spotkań i zdobył 15 bramek.